# Damn
Damn (estilizado como DAMN.) é o quarto álbum de estúdio do rapper estadunidense Kendrick Lamar. Foi lançado em 14 de abril de 2017, pelas editoras discográficas Top Dawg Entertainment, Aftermath Entertainment e Interscope Records. O disco teve a produção executiva executada por Anthony "Top Dawg" Tiffith, Dr. Dre, Sounwave, DJ Dahi, Mike Will Made It e Ricci Riera.
A capa do álbum foi desenhada por Vlad Sepetov, que criou as capas de álbuns dos dois projetos anteriores de Lamar, To Pimp a Butterfly e Untitled Unmastered.
Damn arrebatou o Grammy para Melhor Álbum de Rap na edição de 2018 da premiação, sendo o 2ª álbum do rapper a vencer nessa categoria, depois de To Pimp a Butterfly, em 2016. Também 2018, venceu o prêmio de o de Outstanding Album (algo como "Álbum Extraordinário", em uma tradução livre) como no NAACP Image Awards. Em 2017, venceu o prêmio de Álbum do Ano no BET Hip Hop Awards e o de Álbum de Rap/Hip Hop Favorito no American Music Awards. Em março de 2018, venceu o prêmio de álbum hip hop do ano no iHeartRadio Music Awards. Em abril de 2018, foi o primeiro álbum de música popular a levar um Prêmio Pulitzer de Música, premiação antes concedida apenas a álbuns de jazz e música clássica. No site oficial, o Pulitzer justifica a honra: "DAMN é uma coleção virtuosa de músicas unificada por sua autenticidade e dinamismo rítmico, que oferece uma visão da complexidade da vida moderna de afro-americanos".

## Lançamento e promoção
Em 23 de março de 2017, Lamar lançou um single promocional, intitulado "The Heart Part 4", que continha letras insinuando que 7 de abril seria a possível data de lançamento para seu quarto álbum de estúdio. Em 30 de março, o rapper lançou o primeiro single do álbum, intitulado "Humble", junto com seu videoclipe. Em 7 de Abril de 2017, o disco foi disponibilizado para pré-venda, tendo sido confirmado que o mesmo seria lançado em 14 de abril. Em 11 de Abril, Lamar revelou a capa do álbum e que o mesmo se chamaria "Damn".

## Recepção da crítica
| Críticas profissionais | Críticas profissionais |
| Pontuações agregadas   | Pontuações agregadas   |
| Fonte                  | Avaliação              |
| ---------------------- | ---------------------- |
| Metacritic             | 95/100                 |
| Avaliações da crítica  |                        |
| Fonte                  | Avaliação              |
| AllMusic               | [ 4 ]                  |
| The A.V. Club          | A                      |
| Chicago Tribune        | [ 6 ]                  |
| The Daily Telegraph    | [ 7 ]                  |
| Entertainment Weekly   | A                      |
| The Guardian           | [ 9 ]                  |
| Mojo                   | [ 10 ]                 |
| Pitchfork              | 9.2/10                 |
| Rolling Stone          | [ 12 ]                 |
| Slant Magazine         | [ 13 ]                 |

Após seu lançamento, Damn foi aclamado pela crítica profissional. O site especializado em crítica musical e cinematográfica Metacritic avaliou o disco com 95 pontos em 100 possíveis, que dentro dos padrões do álbum é considerado "aclamação universal". Essa análise feita com base em 39 críticas. O álbum obteve a maior pontuação do ano no Metacritic, tanto em termos de metascore e pontuação do usuário. Dessa maneira, a pontuação do disco ficou a um ponto de alcançar To Pimp a Butterfly, do próprio Kendrick, o álbum de hip hop mais bem classificado em todo o site, ficando, assim, Damn na sexta posição dos álbuns mais bem avaliados de sempre no Metacritic.
Damn liderou múltiplas listas dos melhores álbuns de 2017, incluindo as da Billboard, Pitchfork, Complex, Slant Magazine, NPR Music, BBC News, Rolling Stone (tanto da versão americana como da versão australiana), SPIN e Blitz.
O videoclipe do single Humble recebeu 1 bilhão de visualizações no YouTube em Outubro de 2024.

## Desempenho Comercial
No Estados Unidos, Damn estreou na liderança da Billboard 200, com 353 mil cópias vendidas e 340,6 milhões de fluxos de mídia, totalizando 603 mil unidades equivalentes a um álbum, sendo a 2ª maior estreia na Billboard 200 do ano,apenas atrás de Reputation, de Taylor Swift.
No Reino Unido, o álbum estreou na segunda posição da UK Albums Chart, vendendo 30 mil cópias.

## Faixas
- Créditos retirados da linha de notas oficial do disco.

| DAMN. — Edição padrão |                                         |                                                                                                   |                                                      |         |  |
| N.º                   | Título                                  | Compositor(es)                                                                                    | Produtor(es)                                         | Duração |  |
| 1.                    | "Blood"                                 | Kendrick Duckworth Daniel Tannenbaum Anthony Tiffith                                              | Bēkon Tiffith                                        | 1:58    |  |
| 2.                    | "DNA"                                   | Duckworth Michael Williams II                                                                     | Mike Will Made It                                    | 3:05    |  |
| 3.                    | "Yah"                                   | Duckworth Mark Spears Dacoury Natche Tiffith                                                      | Sounwave DJ Dahi Tiffith Bēkon [a]                   | 2:40    |  |
| 4.                    | "Element"                               | Duckworth Spears James Blake Ricci Riera                                                          | Sounwave Blake Riera Tae Beast [a] Bēkon [a]         | 3:28    |  |
| 5.                    | "Feel"                                  | Duckworth Spears                                                                                  | Sounwave                                             | 3:34    |  |
| 6.                    | "Loyalty" (com participação de Rihanna) | Duckworth Natche Spears Terrace Martin Tiffith                                                    | DJ Dahi Sounwave Martin Tiffith                      | 3:47    |  |
| 7.                    | "Pride"                                 | Duckworth Steve Lacy Anna Wise Tiffith                                                            | Lacy Tiffith Bēkon [a]                               | 4:35    |  |
| 8.                    | "Humble"                                | Duckworth Williams II                                                                             | Mike Will Made It                                    | 2:57    |  |
| 9.                    | "Lust"                                  | Duckworth Natche Spears Chester Hansen Alexander Sowinski Matthew Tavares Leland Whitty           | DJ Dahi Sounwave BadBadNotGood                       | 5:07    |  |
| 10.                   | "Love" (com participação de Zacari)     | Duckworth Zacari Pacaldo Teddy Walton Spears Greg Kurstin Tiffith                                 | Walton Sounwave Kurstin Tiffith                      | 3:33    |  |
| 11.                   | "XXX" (com participação de U2)          | Duckworth Williams II Natche Spears Tiffith Paul Hewson David Evans Adam Clayton Larry Mullen Jr. | Mike Will Made It DJ Dahi Sounwave Tiffith Bēkon [a] | 4:14    |  |
| 12.                   | "Fear"                                  | Duckworth Daniel Maman                                                                            | The Alchemist Bēkon [a]                              | 7:40    |  |
| 13.                   | "God"                                   | Duckworth Riera Spears Natche Tannenbaum Ronald LaTour Tiffith                                    | Riera Sounwave DJ Dahi Bēkon Cardo Tiffith           | 4:08    |  |
| 14.                   | "Duckworth"                             | Duckworth Patrick Douthit                                                                         | 9th Wonder Bēkon [a]                                 | 4:08    |  |
| Duração total:        | Duração total:                          | Duração total:                                                                                    | Duração total:                                       | 54:54   |  |

Notas
- ↑[a]  significa produtor adicional
- Todas as faixas são estilizadas com seus títulos em letras maiúsculas, assim como o título do álbum.
- Todas as faixas são estilizadas com ponto final "." no final, assim como o titulo do album, exemplo "Humble" é estilizado como "HUMBLE."
- "Blood" apresenta um trecho executado por Eric Bolling e Kimberly Guilfoyle presente na canção "Alright"
- "Blood", "Yah", "Pride" e "God" apresentam vocais adicionais executados por Bēkon
- "DNA" apresenta um trecho executado por Geraldo Rivera
- "Element" e "Love" apresentam vocais adicionais executados por Kid Capri
- "Feel" apresenta vocais adicionais executados por Chelsea Blythe
- "Loyalty" apresenta vocais adicionais executados por DJ Dahi
- "Pride" apresenta vocais de apoio executados por Anna Wise e Steve Lacy, e vocais adicionais executados por Bēkon
- "Lust" apresenta vocais adicionais executados por Kaytranada e Rat Boy
- "XXX" e "Duckworth" apresentam vocais adicionais executados por Bēkon e Kid Capri
- "Fear" apresenta vocais adicionais executados por Charles Edward Sydney Isom Jr., Bēkon e Charles Duckworth

Créditos de samples
- "Loyalty" contém samples da canção "24K Magic", gravada por Bruno Mars.[22]
- "Lust" contém samples da canção "Knock Knock", gravada por Rat Boy.
- "Duckworth" contém samples da canção "Atari", gravada por Hiatus Kaiyote e escrita por Nai Palm, e "Be Ever Wonderful", gravada por Earth, Wind and Fire e escrita por Maurice White e Larry Dunn.[23]

## Desempenho nas tabelas musicais

### Tabelas semanais
| Paradas (2017)                          | Melhor posição |
| --------------------------------------- | -------------- |
| Austrália (ARIA)                        | 2              |
| Austrália (ARIA)                        | 1              |
| Áustria (Ö3 Austria Top 40)             | 6              |
| Bélgica (Ultratop Flandres)             | 2              |
| Bélgica (Ultratop Valônia)              | 16             |
| Canadá (Billboard)                      | 1              |
| República Tcheca (ČNS IFPI)             | 3              |
| Dinamarca (Hitlisten)                   | 2              |
| Países Baixos (Dutch Charts)            | 2              |
| Estados Unidos (Billboard 200)          | 1              |
| Estados Unidos (Top R&B/Hip Hop Albums) | 1              |
| Finlândia (Suomen virallinen lista)     | 3              |
| França (SNEP)                           | 3              |
| Alemanha (Offizielle Deutsche Charts)   | 6              |
| Hungria (MAHASZ)                        | 33             |
| Irlanda (IRMA)                          | 2              |
| Itália (FIMI)                           | 15             |
| Nova Zelândia (RMNZ)                    | 3              |
| Noruega (VG-lista)                      | 2              |
| Polónia (ZPAV)                          | 24             |
| Portugal (AFP)                          | 5              |
| Escócia (Official Scottish Albums)      | 3              |
| Coreia do Sul (Gaon)                    | 3              |
| Espanha (PROMUSICAE)                    | 15             |
| Suécia (Sverigetopplistan)              | 2              |
| Suíça (Schweizer Hitparade)             | 3              |
| Reino Unido (Official Albums Chart)     | 2              |
| Reino Unido (UK R&B Albums Chart)       | 1              |

### Tabelas de fim de ano
| Paradas (2017)                 | Melhor posição |
| ------------------------------ | -------------- |
| Estados Unidos (Billboard 200) | 1              |

## Histórico de lançamento
| Região (País) | Data                | Formato(s)                 | Gravadora                                       | Ref.   |
| ------------- | ------------------- | -------------------------- | ----------------------------------------------- | ------ |
| Mundial       | 14 de abril de 2017 | Digital download streaming | Top Dawg Aftermath Interscope Polydor Universal | [ 52 ] |
| Mundial       | 21 de abril de 2017 | CD, vinil                  | Top Dawg Aftermath Interscope Polydor Universal | [ 53 ] |